# Stein (Baviera)
Stein è una città tedesca di 14 851 abitanti, situata nel land della Baviera.

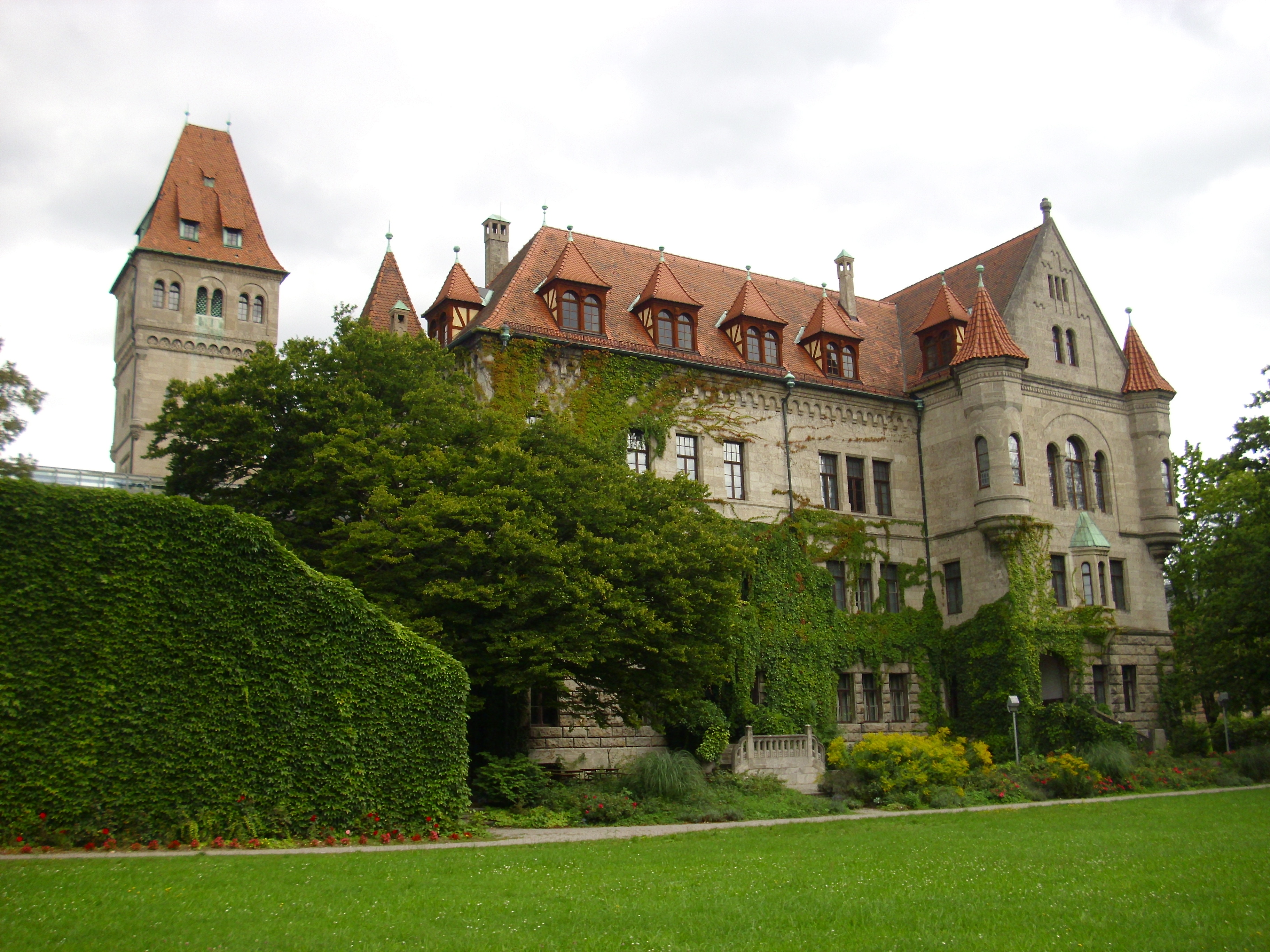
Lato sud del Castello Nuovo (Neuen Schlosses)